# 1936년 하계 올림픽 룩셈부르크 선수단
1936년 하계 올림픽 룩셈부르크 선수단은 독일 베를린에서 개최된 1936년 하계 올림픽에 참가한 올림픽 룩셈부르크 선수단이다.

## 수영
남자
| 선수 | 세부 종목 | 예선 | 예선 | 준결선 | 준결선 | 결선 | 결선 |
| 선수 | 세부 종목 | 기록 | 순위 | 기록   | 순위   | 기록 | 순위 |

## 참조
- 올림픽 공식 결과 보관됨 2012-02-04 - 웨이백 머신